# Giải bóng đá vô địch quốc gia Tajikistan 2007
Giải bóng đá vô địch quốc gia Tajikistan là giải bóng đá cao nhất của Liên đoàn bóng đá Tajikistan, thành lập năm 1992. Đây là thống kê của Giải bóng đá vô địch quốc gia Tajikistan mùa giải 2007.

## Bảng xếp hạng
| VT | Đội                        | ST | T  | H | B  | BT | BB | HS  | Đ  |
| -- | -------------------------- | -- | -- | - | -- | -- | -- | --- | -- |
| 1  | Regar-TadAZ (C)            | 20 | 18 | 1 | 1  | 61 | 14 | +47 | 55 |
| 2  | Parvoz Bobojon Ghafurov    | 20 | 17 | 0 | 3  | 52 | 10 | +42 | 51 |
| 3  | Vakhsh Qurghonteppa        | 20 | 11 | 4 | 5  | 26 | 16 | +10 | 37 |
| 4  | Tajik Telecom Qurghonteppa | 20 | 11 | 4 | 5  | 44 | 23 | +21 | 37 |
| 5  | Hima Dushanbe              | 20 | 9  | 6 | 5  | 39 | 27 | +12 | 33 |
| 6  | Khujand                    | 20 | 8  | 3 | 9  | 27 | 37 | −10 | 27 |
| 7  | CSKA Pamir Dushanbe        | 20 | 7  | 1 | 12 | 34 | 44 | −10 | 22 |
| 8  | Dynamo Dushanbe            | 20 | 6  | 4 | 10 | 33 | 38 | −5  | 22 |
| 9  | Energetik Dushanbe         | 20 | 5  | 3 | 12 | 24 | 40 | −16 | 18 |
| 10 | Guardia Dushanbe           | 20 | 1  | 3 | 16 | 13 | 52 | −39 | 6  |
| 11 | Saroykamar Panj            | 20 | 1  | 3 | 16 | 19 | 71 | −52 | 6  |

## Vua phá lưới
| Thứ hạng | Cầu thủ          | Câu lạc bộ              | Bàn thắng |
| -------- | ---------------- | ----------------------- | --------- |
| 1        | Sukhrob Khamidov | Hima Dushanbe           | 21        |
| 2        | Numon Hakimov    | Parvoz Bobojon Ghafurov | 20        |
| 3        | Abbos Abdulloyev | Regar-TadAZ             | 17        |